# Телевизијска комедија
Телевизијска комедија (скраћено: ТВ комедија) је телевизијски жанр који забавља аудиторијум смешним догађајима из живота главних јунака серије или филма. ТВ серије овог жанра најчешће трају око 30 минута и имају око двадесетак епизода по једној ТВ сезони. Често је у страним серијама присутан смех гледалаца. Најпозантије ТВ серије комедије су ситкоми (комедије ситуације). Поред серија ТВ комедија може бити и ауторка емисија једног комичара који доводи разне госте и на шаљив начин води разговор (нешто као комични ток-шоу).

## Популарне стране ТВ серије
- Пријатељи
- Дарма и Грег
- Вил и Грејс
- Моје драге комшије
- Елен
- Симпсонови
- Дадиља
- Нежења